# (11294) Kazu
(11294) Kazu est un astéroïde de la ceinture principale.

## Description
(11294) Kazu est un astéroïde de la ceinture principale. Il fut découvert le 4 février 1992 à Geisei par Tsutomu Seki. Il présente une orbite caractérisée par un demi-grand axe de 2,29 UA, une excentricité de 0,15 et une inclinaison de 6,3° par rapport à l'écliptique.